# Angus Scott
Angus Weatheritt Scott (ur. 16 sierpnia 1927 w Eccleshall, zm. 15 marca 1990 w Dallas) – brytyjski lekkoatleta, płotkarz i sprinter, mistrz Europy z 1950.
Zwyciężył w sztafecie 4 × 400 metrów na mistrzostwach Europy w 1950 w Brukseli (skład brytyjskiej sztafety: Martin Pike, Leslie Lewis, Scott i Derek Pugh). Startował na tych mistrzostwach również w biegu na 400 metrów przez płotki, w którym odpadł w półfinale.
Na igrzyskach olimpijskich w 1952 w Helsinkach odpadł w ćwierćfinale biegu na 400 metrów przez płotki.
Był wicemistrzem Wielkiej Brytanii (AAA) w biegu na 440 jardów przez płotki w 1950, 1951 i 1952 (za każdym razem przegrywał z Harrym Whittle’em.
Rekord życiowy Scotta w biegu na 440 jardów wynosił 49,0 s (17 maja 1949 w Cambridge), na 400 metrów przez płotki 52,4 s (24 sierpnia 1952 w Paryżu), a na 440 jardów przez płotki 53,0 s (9 sierpnia 1952 w Londynie).